# Zimba-Mondia
L'equip Zimba-Mondia va ser un equip ciclista suís de ciclisme en ruta que va competir professionalment de 1967 a 1969, encara que el 1966 ja havia corregut alguna cursa. Va estar dirigit pels exciclistes Ferdi Kübler i Fritz Pfenninger. Va desaparèixer al fusionar-se amb l'equip G.B.C..

## Principals resultats
- Tour del Nord-oest de Suïssa: Peter Abt (1967), Louis Pfenninger (1969)
- Volta a Suïssa: Louis Pfenninger (1968)

### A les grans voltes
- Giro d'Itàlia
  - 0 participacions

- Tour de França
  - 0 participacions

- Volta a Espanya
  - 0 participacions